# Hunter River (Isola del Principe Edoardo)
Hunter River è un villaggio canadese, sito sull'Isola del Principe Edoardo, nella  Contea di Queens. Si trova sulle rive dell'omonimo fiume.